# Élite (pallavolo maschile)
L'Élite francese di pallavolo maschile è il terzo livello del campionato francese di pallavolo maschile.
Creata nel 1998, raccoglie 14 squadre suddivise in due gironi; l'Élite determina i club ammessi alla Ligue B e quelli relegati in Nationale 2.

## Albo d'oro
| Dal 1998 al 2013 la competizione è denominata Nationale 1 |                  |                 |                       |
| 1998-99 Dettagli                                          | Dunkerque        | -               | -                     |
| 1999-00 Dettagli                                          | Harnes           | -               | -                     |
| 2000-01 Dettagli                                          | LISSP Calais     | -               | -                     |
| 2001-02 Dettagli                                          | Saint-Brieuc     | -               | -                     |
| 2002-03 Dettagli                                          | Marseille        | -               | -                     |
| 2003-04 Dettagli                                          | Saint-Nazaire    | -               | -                     |
| 2004-05 Dettagli                                          | Harnes           | -               | -                     |
| 2005-06 Dettagli                                          | Marseille        | -               | -                     |
| 2006-07 Dettagli                                          | Vannes           | -               | -                     |
| 2007-08 Dettagli                                          | Harnes           | -               | -                     |
| 2008-09 Dettagli                                          | Martigues        | ASUL Lyon       | Orange Nassau         |
| 2009-10 Dettagli                                          | Plessis-Robinson | Conflans        | EVBS                  |
| 2010-11 Dettagli                                          | Harnes           | Saint-Nazaire   | EVBS                  |
| 2011-12 Dettagli                                          | Canteleu-Maromme | LISSP Calais    | Charenton Volley-Ball |
| 2012-13 Dettagli                                          | Saint-Louis      | VVBC Herbretais | Stade Poitevin        |
| Dal 2013 la competizione è denominata Élite               |                  |                 |                       |
| 2013-14 Dettagli                                          | Stade Poitevin   | Saint-Quentin   | VVBC Herbretais       |
| 2014-15 Dettagli                                          | Saint-Brieuc     |                 |                       |
| 2015-16 Dettagli                                          | Alès             |                 |                       |
| 2016-17 Dettagli                                          | Avignon          | Mende           | ASI                   |

## Palmarès
| Squadre          | Titoli | Stagioni                           |
| ---------------- | ------ | ---------------------------------- |
| Harnes           | 4      | 1999-00, 2004-05, 2007-08, 2010-11 |
| Marseille        | 2      | 2002-03, 2005-06                   |
| Dunkerque        | 1      | 1998-99                            |
| LISSP Calais     | 1      | 2000-01                            |
| Saint-Brieuc     | 1      | 2001-02                            |
| Saint-Nazaire    | 1      | 2003-04                            |
| Vannes           | 1      | 2006-07                            |
| Martigues        | 1      | 2008-09                            |
| Plessis-Robinson | 1      | 2009-10                            |
| Maromme-Canteleu | 1      | 2011-12                            |
| Saint-Louis      | 1      | 2012-13                            |
| Stade Poitevin   | 1      | 2013-14                            |
| Saint-Brieuc     | 1      | 2014-15                            |
| Alès             | 1      | 2015-16                            |
| Avignon          | 1      | 2016-17                            |